# Геллем (Пенсільванія)
Геллем (англ. Hallam) — місто (англ. borough) в США, в окрузі Йорк штату Пенсільванія. Населення — 2775 осіб (2020).

## Географія
Геллем розташований за координатами 40°0′9″ пн. ш. 76°36′15″ зх. д. / 40.00250° пн. ш. 76.60417° зх. д. (40.002572, -76.604241).  За даними Бюро перепису населення США в 2010 році місто мало площу 1,64 км², уся площа — суходіл. В 2017 році площа становила 1,73 км², уся площа — суходіл.

### Клімат
| Клімат : Геллем              | Клімат : Геллем | Клімат : Геллем | Клімат : Геллем | Клімат : Геллем | Клімат : Геллем | Клімат : Геллем | Клімат : Геллем | Клімат : Геллем | Клімат : Геллем | Клімат : Геллем | Клімат : Геллем | Клімат : Геллем | Клімат : Геллем |
| Показник                     | Січ.            | Лют.            | Бер.            | Квіт.           | Трав.           | Черв.           | Лип.            | Серп.           | Вер.            | Жовт.           | Лист.           | Груд.           | Рік             |
| Середній максимум, °C        | 3,9             | 6,1             | 11,7            | 18,3            | 23,9            | 28,3            | 30,6            | 29,4            | 25,6            | 19,4            | 12,2            | 6,1             | 18,0            |
| Середній мінімум, °C         | −6,1            | −5              | −0,6            | 3,9             | 9,4             | 14,4            | 17,2            | 16,1            | 12,2            | 5,6             | 1,1             | −3,3            | 5,5             |
| Норма опадів, мм             | 87              | 70              | 93              | 89              | 108             | 109             | 95              | 85              | 104             | 80              | 88              | 82              | 1090            |
| ---------------------------- | --------------- | --------------- | --------------- | --------------- | --------------- | --------------- | --------------- | --------------- | --------------- | --------------- | --------------- | --------------- | --------------- |
| Джерело: The Weather Channel |                 |                 |                 |                 |                 |                 |                 |                 |                 |                 |                 |                 |                 |

## Демографія
Згідно з переписом 2010 року, у селищі мешкали 2673 особи в 1206 домогосподарствах у складі 691 родини. Густота населення становила 1625 осіб/км².  Було 1308 помешкань (795/км²).
Расовий склад населення:
| - 92,5 % — білих - 4,2 % — чорних або афроамериканців - 1,1 % — азіатів - 0,1 % — корінних американців |

До двох чи більше рас належало 1,6 %. Частка іспаномовних становила 2,3 % від усіх жителів.
За віковим діапазоном населення розподілялося таким чином: 20,8 % — особи молодші 18 років, 66,4 % — особи у віці 18—64 років, 12,8 % — особи у віці 65 років та старші. Медіана віку мешканця становила 34,7 року. На 100 осіб жіночої статі у селищі припадало 94,0 чоловіків;  на 100 жінок у віці від 18 років та старших — 92,0 чоловіків також старших 18 років.
Середній дохід на одне домашнє господарство  становив 57 406 доларів США (медіана — 55 923), а середній дохід на одну сім'ю — 67 748 доларів (медіана — 59 069). Медіана доходів становила 45 833 долари для чоловіків та 31 037 доларів для жінок. За межею бідності перебувало 4,1 % осіб, у тому числі 0,0 % дітей у віці до 18 років та 4,7 % осіб у віці 65 років та старших.
Цивільне працевлаштоване населення становило 1511 осіб. Основні галузі зайнятості: виробництво — 28,5 %, освіта, охорона здоров'я та соціальна допомога — 24,2 %, мистецтво, розваги та відпочинок — 7,5 %, роздрібна торгівля — 7,2 %.